# Anatole de Rouméjoux
Anatole Agard de Rouméjoux a été président de la société historique et archéologique du Périgord né à Chalagnac le 27 novembre 1832, et mort à Périgueux le 1er juillet 1902.

## Biographie
Il est né au château de Rossignol, dans la commune de Chalagnac, qui était entré dans sa famille par le mariage, en 1831, de son père, Louis-Grégoire Agard de Rouméjoux, avec Madeleine Angélique Clotilde de Fayard (1811-1895). Anatole de Rouméjoux est le neveu de Louis Côme Agard de Rouméjoux.
Après avoir commencé ses études au petit collège d'Azerat, il les a terminées à Poitiers. Il a alors commencé à s'intéresser à l'histoire de son pays natal en rédigeant des monographies d'hommes illustres dans Le Chroniqueur du Périgord et du Limousin : Lagrange-Chancel, Cyrano de Bergerac, Alain de Solminhiac, ... et des études sur quelques faits historiques. Quand Le Chroniqueur du Périgord et du Limousin a disparu, il a écrit dans les Annales de la Société d'agriculture, sciences et arts de la Dordogne.
C'est en 1858, au Congrès archéologique de France, à Périgueux qu'il a rencontré Arcisse de Caumont qui l'a encouragé à s'intéresser à l'archéologie monumentale. En 1864, il succède à Félix de Verneilh comme inspecteur de la Société française d'archéologie pour la Dordogne. Il est devenu un collaborateur du Bulletin monumental et a participé à tous les Congrès archéologiques de France.
Il s'est marié en 1864 avec Marie de Garrigues de Flaujac (1842-1937), d'une ancienne famille du Quercy. Il a eu de son mariage une fille, Marguerite Agard de Rouméjoux (1865-1931) mariée avec Félix de Fayolle de Tocane (1859-1923), frère de Gérard de Fayolle de Tocane (1851-1933), marquis de Fayolle, qui lui a succédé à la présidence de la société historique et archéologique du Périgord.
Il est ensuite un des membres fondateurs de la société historique et archéologique du Périgord, en 1874. Il en est devenu vice-président en 1877. Anatole de Rouméjoux a été élu président de la société historique et archéologique du Périgord le 27 mai 1893. Il l'est resté jusqu'à son décès.

## Publications
- « Notice sur l'église souterraine d'Aubeterre (Charente) », dans Congrès archéologique de France. 25e session. Périgueux et Cambrai. 1858, Société française d'archéologie pour la conservation des monuments historiques, Paris, 1859, p. 663-665 (lire en ligne)
- « D'Albi à Lavaur », dans Congrès archéologique de France. 30e session. Rodez, Albi et Le Mans. 1863,Société française d'archéologie pour la conservation des monuments historiques, Paris, 1864, p. 522-529 (lire en ligne)
- « Notes sur un souterrain-refuge à Chanlebout (commune de Chalagnac) », dans Annales agricoles et littéraires de la Dordogne, 1869, tome 30, p. 315-318 (lire en ligne)
- « Fouille d'un tumulus à Chalagnac », dans Annales agricoles et littéraires de la Dordogne, 1869, tome 30, p. 1136-1141 (lire en ligne)
- « Lettre au rédacteur sur la situation actuelle », dans Annales agricoles et littéraires de la Dordogne, 1870, tome 31, p. 1009-1012 (lire en ligne)
- Essai de bibliographie périgourdine, Librairie de J. Chollet imprimeur-éditeur, Sauveterre, 1882 (lire en ligne)
- « Notre-Dame-de-Saux et Montpezat (Tarn-et-Garonne) », dans Bulletin monumental, 1885, tome 51, p. 202-210 (lire en ligne)
- « Fouilles de la tour de Vésone à Périgueux en 1894 », dans Bulletin monumental, 1895, tome 60, p. 43-47 (lire en ligne)
- « Espagnac (Lot) », dans Bulletin monumental, 1895, tome 60, p. 29-36 (lire en ligne)
- « Notes sur le Congrès archéologique de Saintes et de la Rochelle », dans Congrès archéologique de France. 61e session. Saintes et La Rochelle. 1894, Société française d'archéologie pour la conservation et la description des monuments, Paris, p. 252-272 (lire en ligne)
- « L'ornementation aux époques mérovingienne et carlovingienne », dans Congrès archéologique de France. 61e session. Saintes et La Rochelle. 1894, Société française d'archéologie pour la conservation et la description des monuments, Paris, p. 317-325 (lire en ligne)
- « Salers (Cantal) », dans Bulletin monumental, 1896, tome 61, p. 411-413 (lire en ligne)
- « Fouilles à la cité de Périgueux », dans Bulletin monumental, 1896, tome 61, p. 345-351 (lire en ligne)
- Avec Philippe de Bosredon et Ferdinand Villepelet, Bibliographie générale du Périgord, imprimerie de la Dordogne, Périgueux, 1897, tome 1, A-F, 1898, tome 2, G-O, 1899, tome 3, P-Z, 1901, tome 4, Complément

### Bulletin de la Société historique et archéologique du Périgord
- « Rapport sur le Congrès archéologique tenu à Toulouse et à Agen du 1er au 10 juin 1874 », dans Bulletin de la Société historique et archéologique du Périgord, 1874, tome 1, p. 140-143 (lire en ligne)
- « Notes sur l'église de Carsac », 1874, tome 1, p. 235-236 (lire en ligne)
- « Chapelle de Sainte-Ursule, à Périgueux », 1875, tome 2, p. 347-349 (lire en ligne)
- « Soumission des villes de Périgueux, Sarlat, etc., au roi Henri IV (1594) », 1876, tome 3, p. 487 (lire en ligne)
- « Établissement de la Cour des Aides à Périgueux 1553 », 1877, tome 4, p. 246-248 (lire en ligne)
- « Le Dolmen de Giverzac », 1878, tome 5, p. 246-247 (lire en ligne)
- « Heurtoir de l'Hôtel-de-Ville de Domme », 1878, tome 5, p. 272-273 (lire en ligne)
- « Note sur le n° 99 du Musée lapidaire de Périgueux », 1878, tome 5, p. 322-324 (lire en ligne)
- « Demi-Dolmen de Teyjat », 1879, tome 6, p. 259 (lire en ligne)
- « Pierres tombales du cimetière de Coulaures (XIVe et XVe siècles) », 1879, tome 6, p. 299-300 (lire en ligne)
- « Chancelade », 1880, tome 7, p. 378-383 (lire en ligne)
- « Première excursion archéologique », 1880, tome 7, p. 440-445 (lire en ligne)
- « Amphithéâtres d'Arles et de Vésone », 1882, tome 2, p. 438-440 (lire en ligne)
- « L'église Sainte-Marie de Sarlat », 1884, tome 11, p. 64-71 (lire en ligne)
- « Tombeau de Mgr de Bertin, évêque de Vannes (1746-1774) », 1884, tome 11, p. 338-340 (lire en ligne)
- « Documents relatifs aux guerres de religion en Périgord », 1884, tome 11, p. 391-396 (lire en ligne)
- « Les Croquants en Périgord 1594 », 1884, tome 11, p. 487-493 (lire en ligne)
- « Excursion de Sanxay », 1884, tome 11, p. 428-432 (lire en ligne)
- « Tourtoirac », 1885, tome 12, p. 178181 (lire en ligne)
- « Inventaire du château des Combes (28 décembre 1569) », 1885, tome 12, p. 300-303 (lire en ligne)
- « Les dolmens, d'après le chanoine Tarde », 1886, tome 13, p. 46 (lire en ligne)
- « Des différences de style des églises du Périgord aux XIe et XIIe siècles », 1886, tome 13, p. 110-113 (lire en ligne)
- « Fouilles d'un tumulus à Chalagnac », 1886, tome 13, p. 181-184 (lire en ligne)
- « Foires et marchés octroyés à Léguillac-de-Cercles, le 13 juin 1594 », 1886, tome 13, p. 406-412 (lire en ligne)
- « Pillages du greffe de l'Élection de Périgueux. 1575 et 1653 », 1886, tome 13, p. 461-462 (lire en ligne)
- « Commission donnée à Pierre de Fayard, sr de La Dausse, par la reine Marie de Médicis, 20 juillet 1620 », 1888, tome 15, p. 112-114 (lire en ligne)
- « Anciens landiers du Périgord », 1888, tome 15, p. 305-306 (lire en ligne)
- « Congrès de la Société française d'Archéologie, du 11 au 25 juin 1888 », 1888, tome 15, p. 331-338 (lire en ligne)
- « Saint-Pierre-ès-liens, à Périgueux », 1889, tome 16, p. 266-271 (lire en ligne)
- « Saint-Raphaël », 1890, tome 17, p. 127-130 (lire en ligne)
- « La Rolphie, commune de Coulounieix », 1890, tome 17, p. 309-313 (lire en ligne)
- « Montagrier, Marouate, Saint-Vivien, Paussac, etc », 1890, tome 17, p. 387-392 (lire en ligne)
- « Le château des Combes et Barberousse », 1890, tome 17, p. 460-468 (lire en ligne)
- « Inventaire des châteaux des Combes et de la Vergne (28 décembre 1569 au 11 janvier 1570) », 1891, tome 18, p. 141-154, 213-225 (lire en ligne)
- « La Société historique et archéologique du Périgord en Sarladais », 1891, tome 18, p. 454-467 (lire en ligne)
- « Cinquième excursion de la Société historique et archéologique du Périgord 1er et 2 juin 1892 », 1892, tome 19, p. 424-437 (lire en ligne)
- « Saint-Germain-du-Salembre - Roussille », 1893, tome 20, p. 64-70 (lire en ligne)
- « Montignac », 1893, tome 20, p. 147-148 (lire en ligne)
- « Simeyrols », 1893, tome 20, p. 226, 1893, tome 20, p. 226 (lire en ligne)
- « Bijoux de Mme des Bories (1581) », 1893, tome 20, p. 319-320 (lire en ligne)
- « Sixième excursion archéologique (12 et 13 juin 1893) », 1893, tome 20, p. 381 (lire en ligne)
- « Note sur la crypte de l'église de Saint-Astier », 1894, tome 21, p. 289-295 (lire en ligne)
- « Note sur la prise de Bergerac le 24 août 1345 », 1894, tome 21, p. 407-412 (lire en ligne)
- « Septième excursion de la Société historique et archéologique du Périgord », 1894, tome 21, p. 478-491 (lire en ligne)
- « Fouilles de la tour de Vésone (avril 1894) », 1895, tome 22, p. 187-194 (lire en ligne)
- « L'autel de la crypte de Saint-Astier », 1895, tome 22, p. 283-288 (lire en ligne)
- « Huitième excursion archéologique, 1er et 2 juillet 1895 », 1895, tome 22, p. 366-378 (lire en ligne)
- « La collégiale de Saint-Astier », 1896, tome 23, p. 108-113 (lire en ligne)
- « Congrès archéologique du 3 au 11 juin 1896 », 1896, tome 23, p. 303-308 (lire en ligne)
- « Le château du Claud », 1896, tome 23, p. 346-347 (lire en ligne)
- avec le marquis de Fayolle, « Neuvième excursion archéologique », 1896, tome 23, p. 406-425 (lire en ligne)
- « L'église de Sergeac », 1897, tome 24, p. 93-95 (lire en ligne)
- « Congrès archéologique Nîmes et Avignon 18-25 mai 1897 », 1897, tome 24, p. 346-350
- « Excursions de la société des 28 et 29 juin 1897 », 1897, tome 24, p. 381-388 (lire en ligne)
- « Martial Delpit, député à l'Assemblée nationale. Journal et correspondance avec portrait, par P.-B. des Valades », 1898, tome 25, p. 69-71 (lire en ligne)
- « Notes sur les Dalvy, imprimeurs-libraires, à Périgueux, Tulle et Cahors », 1898, tome 25, p. 377-383 (lire en ligne)
- « Onzième excursion archéologique 28 et 29 juin 1898 », 1899, tome 26, p. 49-62 (lire en ligne)
- « Douzième excursion archéologique. Hautefort, Brive, Padirac, Roc-Amadour, 10 et 11 juillet 1899 », 1899, tome 26, p. 510-520 (lire en ligne)
- « Siorac de Ribérac », 1900, tome 27, p. 51-52 (lire en ligne)
- « Extrait des Olim: Incendie du Moustier d'Augignac; démêlés entre Geoffroy de Pons et l'évêque de Périgueux », 1900, tome 27, p. 242-245 (lire en ligne)
- « Congrès archéologique d'Agen, 11-18 juin 1901 », 1901, tome 28, p. 650-656 (lire en ligne)
- « Excursion archéologique des 15 et 16 juillet 1901, Savignac-Lédrier, Ségur, Arnac, Lubersac », 1901, tome 28, p. 777-785 (lire en ligne)
- « Essai sur les guerres de religion en Périgord (1551-1598) », 1902, tome 29, p. 111-164, 221-256, 336-399, 428-471, 543-566